# Șvabi bănățeni

Teritorii populate de șvabii bănățeni în România

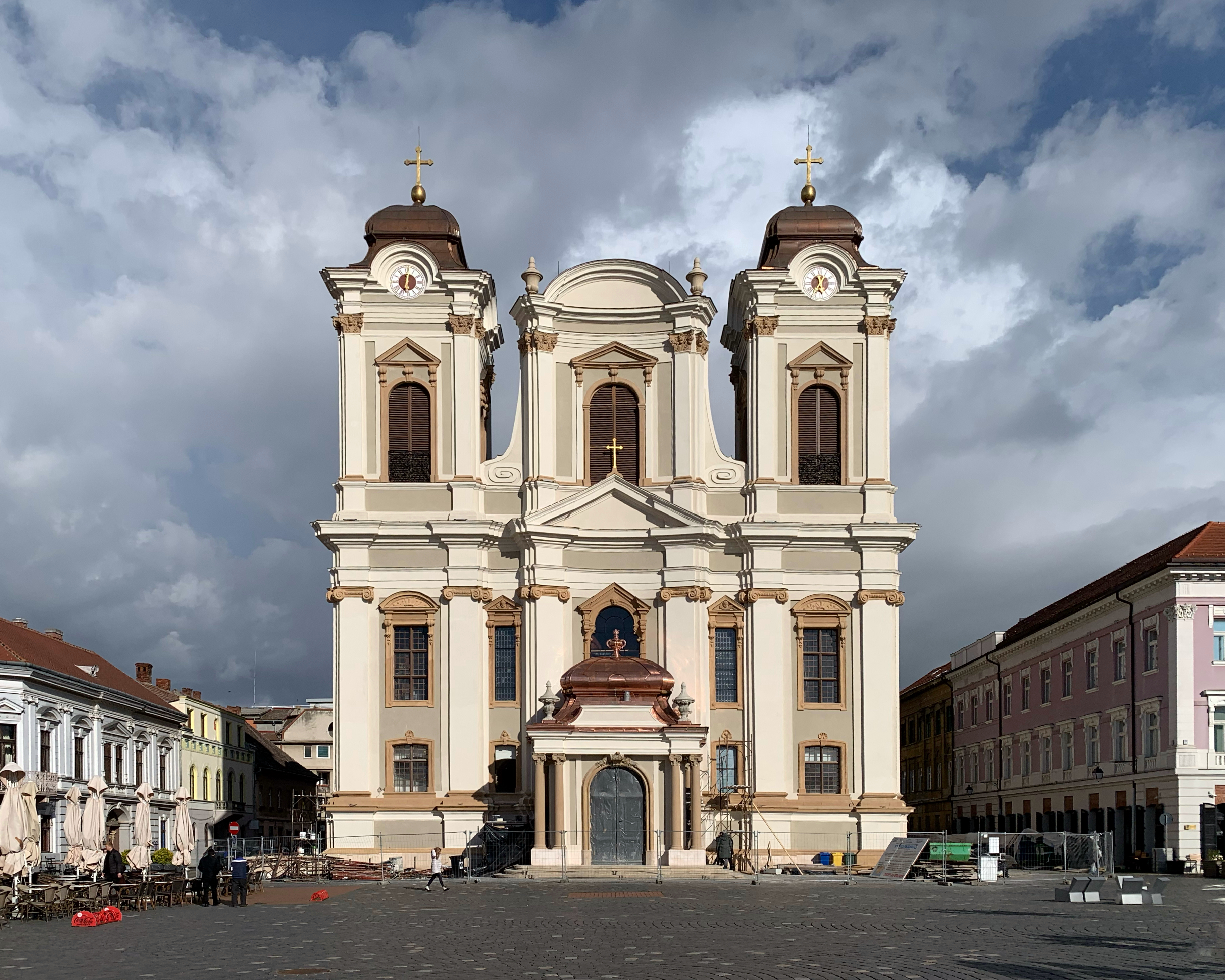
Domul Romano-Catolic din Timișoara

Șvabii bănățeni (în germană Banater Schwaben, în română generic impropriu scurt șvabi sau șvabi bănățeni în traducere exactă) sunt un sub-grup de etnie germană din grupul mai larg al șvabilor dunăreni (germană Donauschwaben) care au emigrat în Banat cu peste 200 de ani în urmă, venind din diferite regiuni din sudul Germaniei, Alsacia, Lorena și Austria. Șvabii bănățeni sunt vorbitori nativi ai dialectului șvăbesc/șvab din Banat (germană Banatschwäbisch) care diferă de dialectul șvăbesc/șvab vorbit în regiunea istorică Șvabia situată între land-urile Baden-Württemberg și Bavaria, dată fiind și influența lexicală românească și sârbă în acest dialect. Deși au format pentru o lungă durată de timp o comunitate puternică, influentă și importantă, din cauza condițiilor economice si politice nefavorabile din secolul al XX-lea, cea mai mare parte a lor a emigrat în Germania de Vest (RFG/BDR), ulterior Germania re-unificată după 1990 de asemenea. Totodată, șvabii bănățeni sunt un sub-grup constitutiv al germanilor din România (germană Rumäniendeutsche).

## Originile coloniștilor

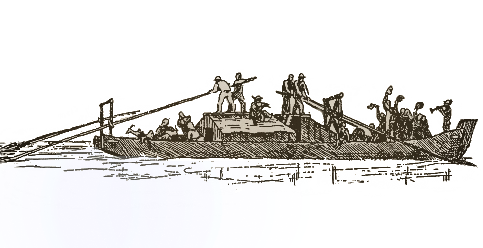
Ulmer Schachtel, tip de bărci cu care șvabii bănățeni au venit pe Dunăre

Coloniștii proveneau mai ales din regiunile de pe malul stâng al Rinului, Elveția, Alsacia, Lorena, Luxemburg și Palatinat, precum și din Hessa, Bavaria și Suebia. Alt grup provenea din Austria, în special din Stiria (Steiermark). Este însă neclar cum aceștia au luat numele de șvabi bănățeni din moment ce un număr mic dintre ei veneau din regiunile șvabe: regiunea Suabia (Schwaben) din vestul Bavariei și Württemberg (Suebia propriu-zisă; astăzi în landul Baden-Württemberg) și Alsacia, în prezent în Franța. Explicația cea mai plauzibilă pentru originea numelui de șvabi este probabil faptul că majoritatea coloniștilor erau înregistrați și îmbarcați (cu propriile căruțe) în orașul șvab Ulm, de unde erau transportați cu așa-zisele Ulmer Schachteln pe Dunăre, până la Belgrad, de unde plecau pe jos să-și găsească noua lor patrie (alte porturi dunărene de îmbarcare au fost: Günzburg, Donauwörth, Neuburg și Regensburg). Unii dintre ai au dat noilor localități în care se stabiliseră nume care să le amintească de zona lor de origine. Astfel se explică de exemplu denumirea Steierdorf dată localității Anina, toponimul indicând că majoritatea populației provenea din Stiria (Steiermark). 
Emisarii habsburgici au fost trimiși în imperiu pentru a recruta familii germane și au traversat inițial Schwäbisch-Österreich (Suabia Austriei Superioare), deoarece majoritatea prinților germani din sudul imperiului s-au opus inițial cu înverșunare emigrării supușilor lor. Primii coloniști ai celei de-a doua colonizări au fost într-adevăr șvabi. Acesta este explicația denumirii generice a tuturor coloniștilor germani ca fiind „șvabi“, cu toate că marea majoritate a lor provenea din alte regiuni.
Au fost diverse motivele pentru care familiile au părăsit definitiv teritoriile de baștină: iobăgie, munci obligatorii neplătite, stare de război, sărăcie, atacuri tȃlhărești în zonele de graniță ș.a.
Șvabii bănățeni au călătorit pe jos sau cu căruțe mai multe zile pȃnă la un port pe Dunăre. De acolo spre Banat au mers cu ambarcațiuni speciale pe Dunăre, din Ulm, Günzburg, Donauwörth sau  Regensburg pȃnă la Viena, timp de 8-10 zile. In Viena, după formalitățile de rigoare, au primit bani și pașapoarte, au fost duși mai departe pe Dunăre (cu alte ambarcațiuni), timp de 9-10 zile. Călătoria pe Dunăre s-a făcut pȃnă la Budapesta, Dunaújváros, Paks, Baja, Mohács, Apatin, Novi Sad sau Panciova (Belgrad), unde au debarcat, continuȃnd călătoria pe jos sau cu căruțe cu cai (cumpărate la fața locului) pȃnă la destinațiile atribuite. La destinații ajungeau după cȃteva săptămȃni.
Majoritatea coloniștilor proveneau din mediul rural, erau fii de familii sărace de țărani, care nu aveau mari șanse de succes în țara lor de baștină. În timpul împărătestei Maria Terezia au primit sprijin financiar și scutiri de impozite pe termen lung. Ajutoarele finaciare erau mai mari pentru perechile căsătorite, pentru a descuraja emigrarea bărbaților necăsătoriți, care nu ar fi găsit destule femei tinere cu care să-și creeze o căsnicie. Mulți meșteșugari, inclusiv învățătorii și  medicii, erau ajutați financiar să se dezvolte în noile teritorii. Au fost colonizați ocazional și unii proscriși, răufăcători și persoane dubioase.
Satele s-au conceput peste tot de forma patratică, ca o tablă de șah, cu străzi largi, întretăiate în unghi de 90°. In prealabil, topografi austrieci au marcat, pe locul viitoarelor sate, traseele străzile și conturul parcelelor  atribuite fiecărei familii. Toate casele noi au fost edificate după un model standard, de tip vagon.

## Colonizările
În urma războiului austro-turc din 1716, Banatul a fost cucerit de Imperiul Habsburgic. La 21 octombrie 1716 prințul Eugeniu de Savoia a propus împăratului Carol al VI-lea ca Banatul să fie organizat și guvernat în așa fel, încât să aducă folos casei imperiale. Astfel se deschide calea pentru colonizări, necesare atât din rațiuni strategico-politice de extindere a imperiului, dar importante și pentru repopularea și revigorarea Banatului, vlăguit economic și demografic de războaiele austro-turce.

### Primul val
Între 1718-1740 are loc primul val de colonizări numit și „Colonizarea carolină” (Karolinische Ansiedlung), după numele împăratului Carol al VI-lea. În toamna anului 1718 începe prima colonizare organizată a Banatului și, până în 1740, între 15.000-40.000 de coloniști germani sosesc în Banat. Acestora li se adaugă și români, sârbi, bulgari, italieni și spanioli. Condițiile de viață din zonă au dus la o rată crescută a mortalității, mulți dintre imigranți murind de malarie la 2-3 luni de la sosire. Numeroasele conflicte austro-turce, dar și marea epidemie de ciumă din 1738-1739 au contribuit la reducerea numărului de germani. De aceea, creșterea populației din Banat a fost asigurată temporar doar din procesul de imigrare. Drept rezultat, ponderea germanilor catolici a ajuns la un moment dat la 50% din totalul populației. Fiind buni meșteșugari, germanii au dezvoltat industria și comerțul. Datorită nevoii de a asigura condiții bune de viață populației colonizatoare autoritățile austriece au început o reorganizare a tuturor satelor din Banat, clădind în același timp altele noi. Tipicele așezări ale coloniștilor erau satele construite sub formă de tablă de șah, cu biserica romano-catolică și terenul înconjurător în centru. Regiunea a devenit o rețea organizată, ordonată și cu o structură compactă.

### Al doilea val
Cunoscut și sub numele de „Colonizarea tereziană” (Theresianische Ansiedlung), al doilea val de coloniști a venit în Banat între 1744-1772. Aproximativ 75.000 de coloniști au sosit în această perioadă. A fost etapa cea mai importantă a colonizărilor.

### Al treilea val
Al treilea și ultimul val organizat de coloniști germani a avut loc între 1782-1787 și a fost numit „Colonizarea iosefină” (Josephinische Ansiedlung). Aproximativ 60.000 de coloniști au sosit o dată cu acest val.

### Efectele colonizării
Impărăteasa Maria Tereza a emis Patenta de colonizare din 25 februarie 1763 in care dispunea strămutarea populației românești și deposedarea acesteia de orice drept asupra terenurilor pe care îl deținea, făcându-se astfel loc pentru venirea și împământenirea șvabilor
Colonizarea Banatului a fost o acțiune pe scară largă, sistematică și plănuită în minime detalii de administrația austriacă. Sate, orașe și străzi au fost desenate pe planșetă, într-o simetrie care reflecta cultura absolutismului în arhitectura și urbanistica epocii. Coloniștii imigrați au găsit în Banat un ținut mlăștinos și aproape pustiu. În primii ani s-au confruntat cu epidemii, febră și foamete. Însă, printr-un efort enorm, cu numeroase victime și multe obstacole, în două-trei generații, recultivarea regiunii s-a încheiat cu succes. Șvabii bănățeni au găsit cel mai bine caracterizarea efortului lor în zicala „Primilor moartea, următorilor sărăcia, ultimilor pâinea” (Den Ersten der Tod, den Zweiten die Not, den Dritten das Brot). Cruciale pentru succesul secării mlaștinilor au fost drenarea și canalizarea râului Bega, care avea atunci numeroase brațe. Terenul astfel câștigat s-a dovedit mănos, justificând bunăstarea șvabilor din secolul XIX. Banatul a fost practic transformat în grânarul Imperiului austriac. În același timp, capitala Banatului, Timișoara, a devenit centrul cultural al șvabilor bănățeni. La sfârșitul secolului a urmat dezvoltarea căilor ferate și industrializarea Banatului.

## Șvabii între 1920-1944
Tratatul de la Trianon din 1920 a reprezentat un punct de cotitură pentru istoria șvabilor bănățeni. Sfârșitul imperiului habsburgic și unirea Banatului cu România a însemnat pentru aceștia o nouă etapă de revigorare a culturii germane, după ce procesul de maghiarizare de la sfârșitul secolului XVIII limitase considerabil afirmarea culturii etniilor din Banat. Pentru prima dată după 1867 s-au redeschis școlile în limba germană. Timișoara s-a reafirmat ca centru cultural al șvabilor, cultura germană înflorind din nou. S-a redeschis teatrul în limba germană și s-au înființat numeroase ziare în limba germană. În 1930, șvabii reprezentau o treime din populația Timișoarei. 
Criza economică din anii 1930 a lovit puternic industria Banatului. În consecință numeroși șvabi au fost nevoiți să emigreze în Statele Unite, Argentina sau Brazilia. Mulți au găsit acolo condiții favorabile de muncă și nu s-au mai întors niciodată. 
După 1933, majoritatea șvabilor, ca de altfel majoritatea etnicilor germani din Europa de Est, au devenit susținători ai Germaniei naziste. În al doilea război mondial, mulți au fost înrolați în armata română. După 1943, tratatul dintre Germania și România le-a permis acestora înrolarea în trupele Waffen-SS. Spre sfârșitul războiului, o parte dintre șvabi s-au opus naziștilor, care au trecut în unele cazuri și la execuții, cum au fost cele de la Jimbolia.

## Șvabii după 1944
După 23 august 1944 germanii din România au devenit peste noapte inamici potențiali. Înaintarea armatei sovietice a determinat numeroși germani să se refugieze în Germania. În Banatul sârbesc partizanii iugoslavi au omorât peste 1.000 de bărbați și au forțat mulți alții să emigreze. În ultimele săptămâni ale războiului, au urmat alte măsuri represive ale guvernului comunist al lui Iosif Broz Tito, având ca efect eliminarea minorității șvabe din Iugoslavia.
În România, numeroși etnici germani, inclusiv șvabi bănățeni, au fost deportați în Uniunea Sovietică la ordinul armatei sovietice, pentru prestarea de muncă forțată. Mai multe mii dintre aceștia au murit în timpul deportării. Multora dintre cei rămași li s-au confiscat bunurile. În 1951 a urmat un val de strămutări forțate ale șvabilor bănățeni în Bărăgan. Multora dintre ei li s-a permis reîntoarcerea în Banat după 1955.
După 1960 a avut loc un nou val de emigrare a șvabilor bănățeni. Atât sașii transilvăneni, cât și șvabii bănățeni au început demersuri pentru a obține aprobarea strămutării în Germania. În perioada regimului Ceaușescu, autoritățile române au ajuns la un acord cu guvernul Germaniei Federale, prin care acesta din urmă plătea guvernului român o taxă de câteva mii de mărci germane (variind după vârsta și nivelul de educație al emigrantului) pentru fiecare etnic german căruia i se aproba emigrarea. În cadrul acestui program peste 200.000 etnici germani (o parte dintre ei șvabi bănățeni) au părăsit România.

## Situația actuală
Din populația de origine germană din România, de circa 750.000, în prezent mai trăiesc în România mai puțin de 10%. O mare parte din populația rămasă este în vârstă; de aceea, în prezent, grupul etnic german este un grup mai puțin activ și nu mai constituie o entitate socială. Cu toate acestea, în câteva orașe în care s-au menținut populații germane mai numeroase există o susținută activitate culturală germană. Săptămânalul Allgemeine Deutsche Zeitung editează un supliment regional pentru Banat, intitulat Banater Zeitung. Teatrul German de Stat Timișoara prezintă spectacole în limba germană. Cel mai prestigios liceu cu limba de predare germană din Banat este Liceul Teoretic „Nikolaus Lenau” din Timișoara. Există la Timișoara și Arad și alte instituții de învățământ preuniversitar cu limba de predare germană, chiar dacă majoritatea elevilor acestor școli sunt de etnie română.
În prezent șvabii bănățeni din România sunt reprezentați politic de Forumul Democrat al Germanilor din România (FDGR/DFDR), atât la nivel local cât și la nivel central/parlamentar.
Cei mai mulți șvabi bănățeni care au emigrat s-au integrat bine în țările în care s-au stabilit. Ei și-au creat organizații culturale (Landsmannschaften) prin intermediul cărora își mențin identitatea. În special la Viena sau în sudul Germaniei, unde există grupuri mai mari de șvabi veniți din Banat, ei își mențin obiceiurile și dialectul. De asemenea rămân în contact cu șvabii rămași în Banat.

## Dialectul șvăbesc
Dialectul șvăbesc din Banat s-a format din amestecul mai multor dialecte germane: bavarez, tirolez, franc, aleman, etc. De asemenea, cultura și tradițiile populare șvăbești sunt rezultatul influențelor mai multor regiuni ale Germaniei, aduse de emigranți în secolul al XVIII-lea. Dialectul șvăbesc s-a format treptat și s-a dezvoltat permanent. El se caracterizează prin formele prescurtate ale cuvintelor și utilizarea diminutivelor. Acest dialect este în curs de dispariție din cauza emigrației șvabilor în Germania și a neutilizării lui de către tinerele generații.
În 1981, Electrecord a produs un LP, cod EXE 01775, conținând o antologie de poezie în dialect șvăbesc cu titlul Mir Sin Banater Schwowe (Suntem Șvabi Din Banat) care păstrează pentru generațiile viitoare un crâmpei din acest dialect pe cale de dispariție.

## Personalități
- Nikolaus Lenau (1802–1850), poet
- Stephan Bohn (1833–1903), industriaș
- Adam Müller-Guttenbrunn (1852–1923), scriitor
- Augustin Pacha (1870–1954), episcop catolic, închis și condamnat de regimul comunist
- Kaspar Muth (1876–1966), senator
- Ștefan Jäger (1877–1962), pictor
- Peter Jung (1887–1966), poet
- Johnny Weissmüller (1904–1984), înotător și actor
- Emmerich Bartzer (1895–1961), compozitor și dirijor
- Richard Bartzer (1926–1998), compozitor și orchestrator de muzică ușoară
- Josef Brandeisz, muzician
- Richard Oschanitzky (1939–1972), pianist, compozitor și dirijor
- William Totok (n. 1951, jurnalist
- Richard Wagner (n. 1952), scriitor și publicist
- Herta Müller (n. 1953), scriitoare, laureată a Premiului Nobel pentru literatură
- Anton Sterbling (n. 1953), sociolog
- Stefan Hell (n. 1962), fizician, laureat al Premiului Nobel pentru Chimie